# Charles McNider
Charles McNider (el Doctor Medianoche original y portador del nombre Starman) es un superhéroe ficticio de DC Comics. El personaje apareció por primera vez en All-American Comics #25 (abril de 1941).
Al igual que muchos personajes heroicos de la Edad de Oro, el Doctor Medianoche original apareció como miembro de la Sociedad de la Justicia de América de DC.
Como personaje ciego, el Doctor Medianoche es ampliamente considerado como el primer superhéroe en los cómics en exhibir una discapacidad física, anterior a la creación de Daredevil de Marvel Comics por más de veinte años.
Doctor Medianoche hizo su aparición en vivo en la segunda temporada de DC's Legends of Tomorrow interpretado por Kwesi Ameyaw. Doctor Medianoche apareció en el primer episodio de la primera temporada de la serie de DC Universe Stargirl interpretado por Henry Thomas en la primera temporada y por Alex Collins en las temporadas dos y tres. Thomas y Collins también expresaron las gafas que adquiere la nueva Doctora Medianoche Beth Chapel.

## Biografía ficticia
Charles McNider es un cirujano que fue llamado una noche para extraer una bala de un testigo que testificaría contra mafiosos. Un mafioso llamado "Killer" Maroni arrojó una granada a la habitación, matando al testigo y cegando a McNider, y la lesión le hizo creer que su carrera como cirujano había terminado. Una tarde, mientras se recuperaba, una lechuza se estrelló contra su ventana. Al quitarse las vendas que cubrían sus ojos, McNider descubrió que todavía podía ver, pero solo en la oscuridad perfecta. McNider desarrolló un visor especial que le permite ver a la luz y "bombas de apagón" capaces de bloquear toda la luz, convirtiéndose en un luchador contra el crimen disfrazado. Adoptó al búho, lo llamó 'Hooty', y se convirtió en su compañero. Al convertirse en Doctor Medianoche, su primera salida lo llevó a llevar a "Killer" Maroni ante la justicia.
Más tarde se unió a la Sociedad de la Justicia de América (JSA) y al All-Star Squadron. En 1942, McNider se alistó en el Cuerpo Médico de los Estados Unidos como médico durante la Segunda Guerra Mundial. ascendiendo al rango de capitán. Diez años después de su debut, McNider asumió brevemente el papel de Starman después de que la JSA se disolviera cuando Ted Knight, el Starman original, sufrió una crisis nerviosa como resultado de su participación en el desarrollo de la bomba atómica.
Según la Enciclopedia de superhéroes de la Edad de Oro de Jess Nevins, "sus oponentes incluyen al juglar Baleful Banshee, el Doctor Luz que maneja la hipnosis, el Pescador con temática de pesca y el señor de la pandilla Tarántula".
McNider sufrió un evento devastador en 1953, cuando la mujer que amaba, Myra Mason, fue asesinada por Shadower, un enemigo que había descubierto la identidad secreta del Doctor Medianoche. La historia romántica posterior de McNider no se revela, pero otra "vieja amiga" de McNider, la señorita Alice King, apareció en All-American Comics #90 (octubre de 1947). McNider aparentemente no tuvo hijos, pero en un momento McNider rescató a una mujer embarazada de un ataque en Sogndal, Noruega y dio a luz a su bebé, Pieter Cross, quien luego se convirtió en el tercer Doctor Medianoche. McNider también fue uno de los miembros de la JSA capturados y colocados en animación suspendida por el villano inmortal Vándalo Salvaje, antes de ser liberado por Flash.
Charles McNider finalmente encontró su fin como una de las víctimas de Zero Hour, cuando él y su compañero Hourman, miembro de la JSA, fueron envejecidos hasta la muerte por Extant. Fue reanimado brevemente como miembro del Black Lantern Corps durante el evento Blackest Night, solo para ser destruido por Mr. Terrific.

## Poderes, equipo y habilidades
McNider posee la habilidad metahumana de ver perfectamente en la oscuridad. Utilizando lentes infrarrojos especiales, McNider puede ver en la luz; más tarde en su vida, sus lentes se vuelven más ineficaces a medida que su vista continúa deteriorándose aún más, lo que inhibe su visión diurna. McNider también emplea "bombas de apagón" que liberan un gas negro que ciega a los villanos pero que le permite ver a McNider. Durante un tiempo, usó un arma llamada "criotubérculo" que puede controlar el sistema nervioso de un oponente o disparar ráfagas de calor o frío. También es un brillante médico y matemático. En All-Star Comics # 13, puede comunicarse con un neptuniano usando ecuaciones matemáticas. Como Starman, McNider usa varios dispositivos con temas de estrellas, incluida una aeronave diseñada por Torpedo Rojo. McNider también es un excelente atleta y luchador, además de un talentoso médico y autor.

## Otras versiones
- En Kingdom Come, Alex Ross interpreta al Doctor Medianoche (conocido aquí simplemente como Medianoche) como una capucha incorpórea en medio de un espeso humo negro que recuerda a sus "bombas de apagón". Se dice que el espectro es el espíritu vengativo del Dr. Charles McNider.
- Otra versión del personaje se mostró en JSA: The Liberty File de Dan Jolley y Tony Harris como un agente de inteligencia de los Estados Unidos de la era de la Segunda Guerra Mundial con el nombre en código de El Búho. Este personaje, aunque presentado como un playboy rico, se asemeja a otras versiones de Doctor Medianoche. Aunque ridiculizado por sus coqueteos con las damas, se confiaba en McNider como un valioso agente de campo.
- En la novela de Elseworlds Batman: Holy Terror, ambientada en un mundo donde Oliver Cromwell vivió lo suficiente como para extender su dominio a Estados Unidos, que ahora está dirigido por una teocracia corrupta, el doctor Charles McNider era amigo de Thomas y Martha Wayne antes de su muerte, perdiendo sus ojos y su esposa por su desafío al estado. Cuando Bruce viene a visitarlo, advierte a Bruce que no luche contra el sistema, pero también confirma que los Wayne fueron asesinados por el Consejo Privado gobernante por brindar servicios médicos a aquellos que el consejo consideró indeseables, como judíos u homosexuales.

## Ediciones recopiladas
El Dr. Medianoche original (Charles McNider) es uno de los siete héroes relacionados con JSA cuyas apariciones en solitario se recopilan en una entrada de antología en la serie DC Archive Editions:
| Título                                  | Material recogido                        |
| --------------------------------------- | ---------------------------------------- |
| JSA All-Stars Archives Vol. 1 HC (2007) | All-American Comics (series 1939) #25-29 |

## En otros medios

### Televisión
- Charles McNider como Doctor Medianoche hace cameos sin hablar en  Liga de la Justicia Ilimitada como miembro del equipo del mismo nombre.
- Charles McNider como Doctor Medianoche aparece en Batman: The Brave and the Bold, con la voz de Corey Burton.  Esta versión es miembro y médico residente de la Sociedad de la Justicia de América (JSA).
- Charles McNider como Doctor Medianoche aparece en el segmento Mad, "That's What Super Friends Are For", con la voz de Kevin Shinick.
- Charles McNider como Doctor Medianoche aparece en la segunda temporada de Legends of Tomorrow, interpretado por Kwesi Ameyaw.[10] Esta versión es un miembro legalmente ciego de la Sociedad de la Justicia de América, que estuvo activo en la década de 1940 hasta que la mayoría de ellos desaparecieron después de una misión en 1940. En realidad, se dispersaron en el tiempo para proteger la Lanza del destino, con McNider yendo al año 3000, donde se convirtió en investigador y usó tecnología futurista para restaurar su vista. Sin embargo, es asesinado por un Rip Hunter con lavado de cerebro, que roba el fragmento para la Legión del Mal.[11]
- Charles McNider como Doctor Medianoche aparece en Stargirl, interpretado por Henry Thomas[12] en la primera temporada y por Alex Collins en la segunda temporada. Esta versión es un miembro de la Sociedad de la Justicia de América (JSA) que luce longevidad y usa anteojos especiales que pueden sincronizarse con anteojos especiales que desarrolló y programó con una IA inspirada en él (también proporcionada por Thomas en la primera temporada y por Collins en la temporada dos) y recuerdos. En flashbacks, estaba con la JSA cuando la Sociedad de la Injusticia de América (ISA) atacó su sede. Durante la batalla, Shade fingió atacar a McNider para salvarlo, pero accidentalmente lo perdió en las Tierras Sombrías, lo que llevó a que este último fuera dado por muerto. En el presente, Beth Chapel asume el manto de Doctor Medianoche después de descubrir las gafas de McNider. En la segunda temporada, McNider finalmente se pone en contacto con Chapel y luego se encuentra con Courtney Whitmore y Cindy Burman después de que Eclipso los envió a Shadowlands. Una vez que Shade usa sus habilidades para liberar al trío, McNider y Chapel trabajan para encontrar a Eclipso para que sus aliados puedan derrotarlo. Luego, McNider le da a Chapel su bendición para continuar operando como Doctor Medianoche antes de que ella le informe que su esposa se ha establecido en Melody Hills, donde ahora tiene un hijo.

### Varios
Charles McNider como Doctor Medianoche aparece en el número 40 del cómic de la precuela de Injustice 2. Esta versión se aisló a Noruega, siendo Ted Grant el único que los conoce. Grant lleva a Batman a McNider para reclutar a este último para realizar un trasplante de corazón en Superboy usando el corazón del General Zod para que el primero pueda salir de la Zona Fantasma.

### Mercancía
- Charles McNider como Doctor Medianoche y Hooty recibieron una figura de acción en la ola doce de la línea DC Universe Classics. Además, su lechuza mascota, Hooty, apareció como accesorio.
- Charles McNider como Doctor Medianoche y Hooty recibieron una figura de acción de DC Direct en 2001.[14]
- La encarnación de Justice League Unlimited de Charles McNider / Doctor Medianoche recibió una figura de acción en la línea de juguetes Justice League Unlimited de Mattel en noviembre de 2011.